# Bedekovčina
 Bedekovčina  falu és község Horvátországban Krapina-Zagorje megyében. Közigazgatásilag Belovar Zlatarski, Brestovec Orehovički, Grabe, Kebel, Križanče, Lug Orehovički, Lug Poznanovečki, Martinec Orehovički, Orehovica, Poznanovec, Pustodol Orehovički, Vojnić-Breg, Zadravec és Židovinjak tartozik hozzá.

## Fekvése
Zágrábtól 27 km-re északra a Horvát Zagorje területén a Korpona völgyében a Zágráb-Varasd vasútvonal mentén fekszik.

## Története
A községhez tartozó Kebel falu területén a rómaiak idejében castrum állt, maga a középkori falu pedig valószínűleg a 6. – 7. században keletkezett, de csak 1248-ban említik először. Bedekovčina neve a középkorban itt birtokos Bedeković család nevéből ered, mely az ország egyik legrégibb nemesi családja. Közelében feküdt a „Kumur” nevű birtok, a mai Veliki Komor, melyet IV. Béla király 1267-ben a családnak adományozott. 1430-ban a család ezzel az oklevéllel bizonyítja tulajdonjogát a birtokra. 1640 és 1662 között Puhakoci Judit fakápolnát építtetett a településen, melynek oltárképe Szent Borbálát ábrázolta. 1720-ban Nikola Bedeković zágrábi kanonok a fakápolna helyén új kő kápolnát építtetett. 1726-ban megalapították a bedekovčinai plébániát, a kápolnát pedig plébániatemplom rangjára emelték. Első plébánosa Nikola Carek volt. 1740 és 1750 között a Korpona-folyótól északra emelkedő dombon felépült a Bedeković család emeletes barokk kastélya. Az 1775-ös földrengésben a templom és a kastély is súlyos károkat szenvedett. 1776 és 1778 között Nikola Bedeković és felesége anyagi támogatásával felépítették a mai plébániatemplomot. 1780-ban a falu nyugati részen a Krapina partján felépült Bedekovich György késő barokk kúriája. 1842-ben Franjo Magdalenić plébános egy régi faházat adott az iskola számára, ahol ezután megindult a tanítás. A falu első tanítója Ivan Bauer volt. 1845-ben Juraj Haulik zágrábi püspök és a Bedeković család adományaiból és a falu lakóinak önkéntes munkájával felépült az első iskolaépület. 1886-ban megépült a Zaprešić – Varasd vasútvonal, mely elősegítette a település gazdasági fejlődését. 1887-ben báró Viktor Vranyczany-Dobrinović vásárolta meg a gornja bedekovčinai kastélyt. 1889-ben megalapították a téglagyár elődjét a Zagorka üzemet, melyet 1892-ben az osztrák Wienerberger cég vásárolt meg. Az üzem 1918-ban került újra horvát kézbe.
Bedekovčinának 1857-ben 899, 1910-ben 1903 lakosa volt. Trianonig Varasd vármegye Zlatari járásához tartozott. A településnek 2001-ben 3486 lakosa volt.

## Nevezetességei
- Szent Borbála tiszteletére szentelt plébániatemploma[2] a falu központjától 4 km-re nyugatra emelkedő dombon áll. A helyén egy a 17. században épített kápolna állt, mely a sveti križ začretjei plébániához tartozott. Helyére 1720 körül új kápolnát építettek. A mai templom 1776 és 1778 között épült barokk stílusban. A főoltár a 18. században készült, Jozef Holzinger maribori szobrászművész alkotása. A templom belső festését Petar Marković készítette az 1920-as években.

- A plébánia épülete a temetővel szemben található, a 19. század végén építették.

- A gornja bedekovčinai kastély[3] 1740 és 1750 között épült, egyike a Zagorje legszebb kastélyainak. A kastély egy park közepén, egy dombon áll. Egyemeletes, négyszögletes alaprajzú barokk épület. A földszinten minden homlokzatot vízszintes sávok, az első emeleten pedig pilaszterek választják el. A főhomlokzat közepén található a barokk kőportál, a Bedeković család 1750-es címerével, amely Josef Hoffer maribori építész nevéhez fűződik. A belső térben kiemelkedik a lépcsőház barokk kőkorlátja és az első emeleti boltozatok stukkódísze. A kastélyban pálmaházak találhatók.

- A donja bedekovčinai kastélyt[4] 1780-ban építették barokk stílusban. Egyemeletes, négyszögletes alaprajzú épület, amelyet kontyolt nyeregtető borít. A földszinten donga- és csehsüvegboltozatú háztartási helyiségek, az első emeleten pedig, ahol a lakóegységek vannak, síkmennyezet található.

- A Bedekovčinai tó a falu és a Krapina folyó között található, eredetileg a téglagyárhoz tartozó agyagbánya volt. 1886-tól létesült, mai formáját 1937 és 1950 között nyerte el, mélysége helyenként eléri a 8 métert. Később halakkal telepítették be, ma a horgászok kedvelt paradicsoma.